# Gobernación de Diala
Diala (árabe: محافظة ديالى muḥāfaẓah Diyālā) es una de las dieciocho gobernaciones que conforman la república de Irak. Su capital es Baquba. Ubicada al centro-este del país, limita al norte con Solimania, al este con Irán, al sur con Wasit, al suroeste con Babilonia y Bagdad, y al oeste con Saladino. 

## Territorio
Diala tiene un área de 17 685 km² y, según datos de 2012, una población estimada de 1 443 200 habs., en su mayor parte árabes sunníes y kurdos. El río Diala, un afluente importante del Tigris, proporciona agua a gran parte de la provincia.

## Distritos
La provincia de Diyala se divide en seis distritos:
- Al Khalis
- Al Mokdadia
- Baquba
- Baladruz
- Khanaqin
- Kifri

- Datos: Q217075
- Multimedia: Diyala Governorate / Q217075